# Bruno Forte
Bruno Forte (1 d'agost del 1949, Nàpols, Itàlia) és un teòleg i eclesiàstic italià, arquebisbe de Chieti-Vasto.

## Biografia
S'ordenà sacerdot el 18 d'abril del 1973. Estudià teologia a Tübingen i a París, doctor en teologia el 1974 i en filosofia el 1977. Ha estat professor de teologia sistemàtica a la Facultat Pontifícia de Teologia d'Itàlia Meridional (Nàpols). Fou nomenat arquebisbe de Chieti-Vasto pel papa Joan Pau II el 26 de juny del 2004. Fou consagrat bisbe pel cardenal Joseph Ratzinger el 8 de setembre del 2004. Després de l'elecció del papa Benet XVI, Forte fou vist com el seu possible successor davant la Congregació de la doctrina de la Fe, abans que fos escollit per a aquest càrrec l'estatunidenc William Levada.
Una de les seves principals obres teològiques és Teologia de la història en què rellegeix la revelació cristiana en clau històrica i trinitària. També té un llibre d'introducció a la teologia, Teologia, memòria i profecia.